# Еміліан Тардіф
Еміліан Тардіф (6 червня 1928, Сент-Захарі, Еткемен, Квебек, Канада — 8 червня 1999, Кордоба, Аргентина) — католицький квебекський священник, відомий своїм навчанням і зціленням.

## Біографія
Еміліан Тардіф народився 6 червня 1928 року у Сент-Захарі, Бос, Квебек. Його покликання проявилося досить швидко внаслідок проповіді отця Сент-Жоржа Гроло, місіонера з Японії. У 1940 році у віці 12 років, він переїжджає в Рапід-Дансер (Квебек). Йому наснився сон, в якому він навчав величезний натовп і оздоровляв людей іменем Ісуса. Тоді він вирішив стати проповідником. Він вступає в апостольську школу в Бопорті у 1949 р., школу спільноти місіонерів Найсвятішого Серця Ісусового.

### Священник

#### Домініканська республіка
24 червня 1955 року його призначили священником в Рапід-Дансер. 16 вересня наступного року він від'їжджає у Домініканську республіку, де викладає у семінарії Сан Хосе де Лас Матас до 1963 року. У 1959 році заснував й до 1963 року був редактором журналу «Друг сім'ї» (ісп. Amigo del Hogar). У 1966—1973 роках, він стає настоятелем конгрегації у Домініканській республіці, а від 1971 року — провінційним адміністратором місіонерів Найсвятішого Серця Ісусового. Він бере участь в багатьох проєктах, таких як центр покликання, семінарія, центри надання допомоги людям, катехиза і рух Курсілос.

#### Хвороба
У 1973 році Еміліан Тардіф захворів на гострий туберкульоз і його терміново перевезли на лікування до Канади. Він одужав дивовижним чином, про що особисто розповідав: «Після перших аналізів і перед початком лікування до мене прийшли друзі: пані Роза Катудал, її чоловік і син, Роза, сестра отця Еміліана, її чоловік Поль-Ремі Паке, які належали до харизматичної віднови (…). Ці друзі підійшли до мого ліжка і запитали мене, чи я щиро вірю, що Ісус може сьогодні також зцілювати хворих, як він колись це робив у Палестині (…). Але коли вони поклали на мене руки і сказали, що вони зараз будуть молитися до Ісуса, щоб він мене зцілив за допомогою Святого Духа, я повністю збентежився (…). На щастя Святий Дух мав час, щоб зайти до палати… бо після трьох днів я одужав і лікарі більше нічого не розуміли.»

#### Харизматична віднова
З того часу отець Еміліан Тардіф входить в харизматичну віднову з дозволу своїх настоятелів. Він бере участь в групах молитви і спостерігає перші дива, насамперед те, яке сталося з Еленою Лакруа. Він повертається в Домініканську республіку і засновує молитовну групу, яка нараховує від 200 до 400 осіб, молиться і спостерігає дивовижні зцілення. У 1974—1985 роках отець перебуває у парафіях Нагуа, Санчес, Піментель, Романа та Сан Хосе де Лас Матас, проголошуючи харизматичні реколекції в цілій країні і за її межами. У 1979 році він організовує велике зібрання на Олімпійському стадіоні у Монреалі, яке налічувало понад 70 тис. осіб. Про це наступного дня щоденна газета написала: «Ісус — король стадіону». Еміліан Тардіф їде до Франції у Люрд в рамках міжнародної харизматичної прощі в Люрді і Паре-ле-Моньяль, де він любить молитися зі спільнотою «Емануїл». Коли відбувалися зцілення, отець Тардіф казав: «Хворі, ви маєте рацію, просячи Господа, щоб вас зцілив. Не потрібно боятись любові Ісуса, багатства його любові», а також «Це правда, що не всі хворі зцілюються. Чому Ісус в свій час не зцілив усіх хворих, яких він зустрічав на своєму шляху? Це таємниця його любові. Якщо Ісус не зцілює, то у нього є інший план для нас, ще кращий: поєднати наше фізичне страждання з його стражданням відкупителя. В даному випадку інші брати одержать плоди з нашої хвороби, пережитої в спокої і радості».
28 листопада 1982 року він засновує світську спільноту «Слуги Живого Хреста». У 1985 році спільнота звільняє його від парафіяльного служіння і він повністю присвячує себе навчанню та служінню зціленням.
Еміліан Тардіф євангелізував у більш ніж 72 країнах. Він помер 8 червня 1999 року проповідуючи на реколекціях у Кордові, Аргентина.

## Процедура беатифікації
Процедура беатифікації Еміліана Тардіфа розпочалася 15 липня 2007 року з ініціативи кардинала Ніколаса де Хесуса Лопеса Родрігеса.

## Книги отця Еміліана Тардіфа
- Ісус є Месія (2004)
- Ісус зробив мене своїм свідком (1997)
- Отець Тардіф в Лівані (1997)
- Велика проповідь отця Еміліана Тардіфа (1996)
- Зцілюйте хворих (1995)
- У вогні любові (1994)
- У вогні любові: навколо світу без валізи (1994)
- Харизма зцілення (1993)
- Радість зцілювати наших братів (1991)

## Біографія
- Еміліан Тардіф: встань та йди, Бюісон Марія-Сильвія